# Nage
Nage (nāgas) je sanskrtski izraz, ki pomeni kača. 
Nage so pri hindujcih polbožja kačja bitja in duhovi zaščitniki jezer, rek in potokov. Nage stražijo zaklade vodnih globin in kot darovalci plodnosti čuvajo vrata v svetišče. K Nagam spadajo Ananta, Manasa in Vasuki. Prebivajo v Patalah in so upodobljena kot mešana bitja s človeškim obrazom, kačjim repom in razširjenim vratom kobre. Njihova simbolna znamenja (atributa) sta lotos in rezilo pri plugu (lemež).